# Wigan Warriors RLFC
El Wigan Warriors Rugby League Football Club (o Wigan Warriors RLFC) és un club de rugbi lliga anglès de la ciutat de Wigan.

## Història
El Wigan Warriors nasqué el 21 de novembre de 1872 ambel nom de Wigan Football Club per membres del Wigan Cricket Club. Problemes financers el portaren a fusionar-se amb l'Upholland FC el 1876 esdevenint Wigan & District FC. El club desaparegué el 1879 i tornant a ser fundat el 22 de setembre del mateix any amb el nom de Wigan Wasps. El 1895 fou membre fundador de la Northern Rugby Football Union, més tard Rugby Football League. L'any 1997 adoptà el nom de Wigan Warriors. És un dels clubs amb millor palmarès de la competició.

## Palmarès
- World Club Challenge (3): 1987, 1991, 1994
- Superlliga europea de rugbi a 13 (1): 1998
- Campionat britànic de rugbi a 13 (17): 1908/09, 1921/22, 1925/26, 1933/34, 1945/46, 1946/47, 1949/50, 1951/52, 1959/60, 1986/87, 1989/90, 1990/91, 1991/92, 1992/93, 1993/94, 1994/95, 1995/96
- Challenge Cup (17): 1923/24, 1928/29, 1947/48, 1950/51, 1957/58, 1958/59, 1964/65, 1984/85, 1987/88, 1988/89, 1989/90, 1990/91, 1991/92, 1992/93, 1993/94, 1994/95, 2002
- Regal Trophy (8): 1982/83, 1985/86, 1986/87, 1988/89, 1989/90, 1992/93, 1994/95, 1995/96
- Rugby League Premiership (6): 1986/7, 1991/2, 1993/4, 1994/5, 1996, 1997
- Lancashire Cup (21): 1905/06, 1908/09, 1909/10, 1912/13, 1922/23, 1928/29, 1938/39, 1946/47, 1947/48, 1948/49, 1949/50, 1950/51, 1951/52, 1966/67, 1971/72, 1973/74, 1985/86, 1986/87, 1987/88, 1988/89, 1992/93
- Lancashire League (18): 1901/02, 1908/09, 1910/11, 1911/12, 1912/13, 1913/14, 1914/15, 1920/21, 1922/23, 1923/24, 1925/26, 1945/46, 1946/47, 1949/50, 1951/52, 1958/59, 1961/62, 1969/70
- Rugby League Charity Shield (4): 1985/86, 1987/1988, 1991/92, 1995/96
- BBC2 Floodlit Trophy (1): 1968/69
- Super League Minor Premiers: 1998, 2000.
- Rugby League World 7s: 1991-92.
- Middlesex Rugby Union 7s: 1996.
- War League: 1943/44
- Lancashire War League: 1940/41
- League Leaders Trophy: 1970/71
- West Lancashire Cup: 1884/85